# Lu Donghua
Lu Donghua (en chino: 盧東華; Dalian, 19 de enero de 1982) es una deportista china que compitió en natación.
Ganó dos medallas de oro en el Campeonato Mundial de Natación en Piscina Corta de 1997, en las pruebas de 100 m espalda y 4 × 100 m estilos.

## Palmarés internacional
| Campeonato Mundial en Piscina Corta | Campeonato Mundial en Piscina Corta | Campeonato Mundial en Piscina Corta | Campeonato Mundial en Piscina Corta |
| Año                                 | Lugar                               | Medalla                             | Prueba                              |
| ----------------------------------- | ----------------------------------- | ----------------------------------- | ----------------------------------- |
| 1997                                | Gotemburgo (Suecia)                 | Medalla de oro                      | 100 m espalda                       |
| 1997                                | Gotemburgo (Suecia)                 | Medalla de oro                      | 4 × 100 m estilos                   |